# 가미야기역
가미야기역(일본어: 上八木駅 かみやぎえき[*])은 일본 히로시마현 히로시마시 아사미나미구에 위치한 서일본 여객철도 가베 선의 철도역이다. 단선 승강장 1면 1선의 구조를 갖춘 지상역이다.

## 이용 현황
| 연도     | 1일 평균 승차 | 연도별 총수 | 정기권  | 보통권 |
| 1968년도 | 153.2         | 111,828     | 101,242 | 10,586 |
| 1969년도 | 126.8         | 92,594      | 84,444  | 8,150  |
| 1970년도 | 112.0         | 81,773      | 74,644  | 7,129  |
| 1971년도 | 124.5         | 91,098      | 80,954  | 10,144 |
| 1972년도 | 99.4          | 72,542      | 61,780  | 10,762 |
| 1973년도 | 143.9         | 105,046     | 85,494  | 19,552 |
| 1974년도 | 177.5         | 129,576     | 112,204 | 17,372 |
| 1975년도 | 159.2         | 116,543     | 95,408  | 21,135 |
| 1976년도 | 173.0         | 126,257     | 102,910 | 23,347 |
| 1977년도 | 189.8         | 138,534     | 115,472 | 23,062 |
| 1978년도 | 186.1         | 135,840     | 117,772 | 18,068 |
| 1979년도 | 194           |             |         |        |
| 1980년도 | 169           |             |         |        |
| 1981년도 | 168           |             |         |        |
| 1982년도 | 159           |             |         |        |
| 1983년도 | 155           |             |         |        |
| 1984년도 | 168           |             |         |        |
| 1985년도 | 159           |             |         |        |
| 1986년도 | 178           |             |         |        |
| 1987년도 | 212           |             |         |        |
| 1988년도 | 271           |             |         |        |
| 1989년도 | 268           |             |         |        |
| 1990년도 | 274           |             |         |        |
| 1991년도 | 287           |             |         |        |
| 1992년도 | 349           |             |         |        |
| 1993년도 | 321           |             |         |        |
| 1994년도 | 347           |             |         |        |
| 1995년도 | 363           |             |         |        |
| 1996년도 | 384           |             |         |        |
| 1997년도 | 390           |             |         |        |
| 1998년도 | 444           |             |         |        |
| 1999년도 | 445           |             |         |        |
| 2000년도 | 442           |             |         |        |
| 2001년도 | 417           |             |         |        |
| 2002년도 | 406           |             |         |        |
| 2003년도 | 417           |             |         |        |
| 2004년도 | 447           |             |         |        |
| 2005년도 | 450           |             |         |        |
| 2006년도 | 445           |             |         |        |
| 2007년도 | 478           |             |         |        |
| 2008년도 | 477           |             |         |        |
| 2009년도 | 503           |             |         |        |
| 2010년도 | 522           |             |         |        |
| 2011년도 | 508           |             |         |        |
| 2012년도 | 510           |             |         |        |
| -------- | ------------- | ----------- | ------- | ------ |

## 역 주변
- 국도 제54호선
- 오타강

## 역사
- 1910년 12월 25일 : 다이닛폰 궤도 히로시마 지사선이 후루이치바시 역까지 연시해, 종착인 오타가와바시역으로서 개업.
- 1911년 6월 12일 : 다이닛폰 궤도 히로시마 지사선이 가베 역까지 연신. 이 회사의 역이 된다.
- 1919년 3월 11일 : 다이닛폰 궤도 히로시마 지사선이 가베 궤도로 양도되어, 이 회사의 정류장이 된다.
- 1926년 5월 1일 : 가베 궤도가 히로시마 전기에 합병되어, 이 회사의 정류장이 된다.
- 1931년 7월 1일 : 히로시마 전기 선이 고하마 철도로 양도되어, 이 회사의 정류장이 된다.
- 1936년 9월 1일 : 고하마 철도 국유화, 일본국유철도 가베 선 소속으로 한다. 동시에 역으로 승격해 가미야기역으로 명칭 변경.
- 1953년 11월 1일 : 바이린 역 방향으로 0.4 km 이전.
- 1987년 4월 1일 : 일본국유철도 분할 민영화에 의해, 서일본 여객철도가 승계.
- 2006년 6월 30일 : 이 날을 마지막으로 역 앞의 개인 상점에 걸쳐 위탁발권이 중단되었다.
- 2007년
  - 7월 29일 : ICOCA대응 간이형 자동 개찰기 설치.
  - 9월 1일 : ICOCA 도입.
- 2008년 3월 15일 : 승강장 연장 공사가 완성되어, 4량 편성으로 대응 개시.
- 2014년 8월 30일 : 2014년 8월 호우에 의해 히로시마시에서 토사재해가 발생해(2014년 히로시마현 산사태), 미도리이 역 - 가베 역 간에 8월 31일까지 운행을 중단.

## 인접 역
| 서일본 여객철도 가베 선 | 서일본 여객철도 가베 선 | 서일본 여객철도 가베 선 |
| ----------------------- | ----------------------- | ----------------------- |
| 바이린 요코가와 방면    | ■ 가베 선               | 나카시마 가베 방면      |